# まちバス

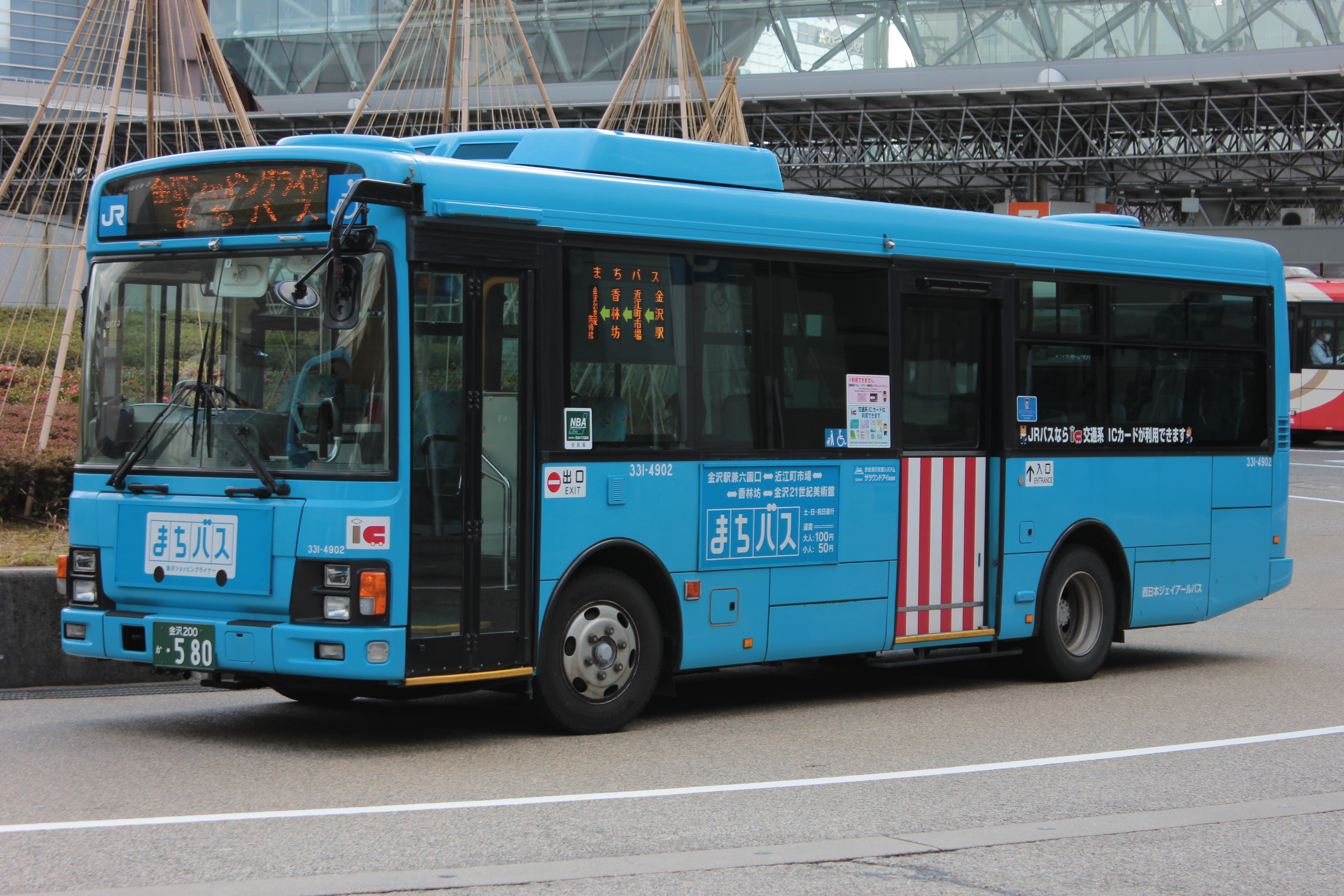
まちバス（金沢駅東口にて）

まちバスは、石川県金沢市の中心部で2008年4月から2025年3月まで運行されていた路線バスの名称である。金沢商業活性化センターが運営し、運行を西日本ジェイアールバスに委託していた。「金沢ショッピングライナー」の別名もある。

## 概要
2007年6月より金沢商業活性化センター（金沢市出資の第3セクター）と金沢市が補助金を支出して試験的に運賃無料で土曜･日祝日に運行を開始した。運行は西日本JRバス金沢営業所に委託され、同営業所に所属する既存の一般路線車を利用していた。
期間延長を行いながら2008年1月14日まで運行した後、同年4月5日より本格運行を開始（当初は2009年3月29日までの運行予定、のち延長）されている。試験運行時より時間延長や増便が図られ、1乗車大人100円、小人50円という運賃も徴収されるようになった。このときから全面水色の車両（西日本JRバス平城山派出所（2008年3月廃止）から移籍のいすゞ・エルガミオ、平城山地区の巡回バスとして使用）が「まちバス」専用車両として使われるようになった。
損失が出た場合には市や商店街が補填することになっていたが、2008年度は結果として黒字になった。2009年3月時点では、一便あたりの乗客数は約62人で、無料運行時とほぼ同数という。
なお、2008年7月の北鉄バス「兼六園シャトル」（2021年3月で廃止）の運行開始以降も、当路線の乗客数は、大幅に落ち込まず堅調であることが報道されている。
2009年春に行われた調査によると、まちバスの利用者は、富山県や福井県などの隣県を始めとした「県外」からの利用者が4割近くを占めているという。
2016年1月30日、運行開始以来の累計乗客数が200万人を突破した。
2025年3月末、バス運転手の不足や車両の老朽化により西日本JRバスが運行業務から撤退し、運行を終了した。
運行終了後最初の土曜日となる2025年4月5日より北鉄バスが自主運行する新規路線「金沢ショッピングバス」の運行が開始される。新たな金沢ショッピングバスは経路と一部を除くバス停がまちバスと同じであるが、北鉄バスの既存路線と同様に1乗車大人210円、小人110円となるほか、北陸鉄道のIcaが使用可能である一方でPiTaPa（交通系ICカード全国相互利用サービス対応）は使用不可となる。

## 運行日・運行時間・運賃
下記の情報は2025年3月の運行終了時点のものである。
- 土曜日・日曜日・祝日のみ運行。年末年始は1月1日（元日）のみ運休。
- 9時40分から17時40分までは20分間隔[9]、18時00分から20時00分までは30分間隔[9]で運行（始発停留所基準、いずれも運行開始時点）。
  - 2020年の新型コロナウイルス感染症に伴う運休からの運行再開後は40分間隔に変更[1]、運行時刻を10時から18時までに短縮していた[1]が、令和4年7月1日からは通常運行に戻っている[10]。
- 一周35分[11]
- 中乗り前降りで運賃は後払い。1乗車大人100円、小人50円[11]。
  - 2015年3月14日より運行委託先の西日本JRバスがPiTaPaを導入し（交通系ICカード全国相互利用サービス対応）、まちバスでも利用可能となった[12][9]ほか、2019年2月2日よりAlipay・WeChatPay[13]での決済を開始している。ただし、北陸鉄道のICaは使用不可[14]。回数券・定期券などは発行しておらず、利用できない。
  - 北陸鉄道が発行する金沢市内１日フリー乗車券は、同じく金沢市内を走る西日本JRバスならびに金沢ふらっとバスとは異なり、使用不可である[15]。

## 運行経路
金沢駅を起点とした概ねラケット状の運行経路となっていた。バス停の名称は2025年3月時点。また各バス停の数字は停留所のナンバリングを示す。
1. 金沢駅兼六園口（東口）・金沢フォーラス
  - 金沢駅バスターミナル東口5番のりばから発車していた。
  - 運行日には仮設の案内ブースが設けられた。
2. 武蔵ヶ辻・近江町市場
  - 北鉄バスの武蔵ヶ辻・近江町市場（いちば館前）、JRバスの武蔵ヶ辻・近江町市場バス停と同じ位置である[16]。
3. 南町・尾山神社
4. 香林坊大和・アトリオ
  - 北鉄バスの香林坊（アトリオ前）、JRバスの香林坊バス停と同じ位置である[17]。
5. 片町・タテマチ
  - まちバスと同じく金沢商業活性化センターが運営するプレーゴの前である[17]。
6. タテマチ広場
7. 本多町・歌劇座・鈴木大拙館
  - 北鉄バスの本多町（金沢歌劇座前）バス停と同じ位置である[18]。
8. 金沢21世紀美術館・兼六園（真弓坂口）
  - 北鉄バスの広坂・21世紀美術館（石浦神社向い）バス停と同じ位置である[18]。ここで時間調整を行うことがある。
9. 香林坊東急スクエア
  - 北鉄バスの香林坊（旧日銀前）バス停と同じ位置である[17]。
10. 南町・尾山神社
11. 武蔵ヶ辻・金沢エムザ
  - 北鉄バスの武蔵ヶ辻・近江町市場（エムザ黒門小路前）バス停と同じ位置である[16]。
12. リファーレ
  - 北鉄バスのリファーレ前バス停と同じ位置である。
13. 金沢駅兼六園口（東口）・金沢フォーラス
  - 金沢駅東口バスターミナルの降車場に到着する。